# Nymphula australis
Nymphula australis là một loài bướm đêm trong họ Crambidae.